# 埃奇伍德 (加利福尼亞州)
埃奇伍德（英語：Edgewood）是位於美國加利福尼亞州錫斯基尤縣的一個人口普查指定地區。

## 地理
埃奇伍德的座標為41°27′42″N 122°25′38″W / 41.46167°N 122.42722°W，而該地最高點為海拔高度901米（即2596英尺）。

## 人口
根據2010年美國人口普查的數據，埃奇伍德的面積為2.644平方千米，當中陸地面積為2.632平方千米，而水域面積為0.012平方千米。當地共有人口43人，而人口密度為每平方千米16人。